# Pałac w Śmiałowicach
Pałac w Śmiałowicach – zabytkowy pałac z XVI w. we wsi Śmiałowice, w Polsce, w województwie dolnośląskim, w powiecie świdnickim, w gminie Marcinowice.

## Historia
Pierwotnie renesansowy dwór. Obiekt jest częścią zespołu pałacowego, w skład którego wchodzi jeszcze park.